# Альфонсо д’Эсте (маркграф Монтеккьо)
Альфо́нсо д’Э́сте (итал. Alfonso d’Este; 10 марта 1527, Феррара, Феррарское герцогство — 1 ноября 1587, там же) — итальянский аристократ из дома Эсте, незаконнорождённый сын герцога Феррары, Модены и Реджо Альфонсо I; в своём праве — маркграф Монтеккьо. Кавалер ордена Святого Михаила.

## Биография

### Ранние годы
Родился в Ферраре 10 марта 1527 года от связи герцога Ферарры, Модены и Реджо Альфонсо I с Лаурой Дианти, любовницей, на которой герцог женился незадолго до своей смерти. 18 апреля 1532 года был легитимирован кардиналом Инноченцо Чибо. 28 августа 1533 года был также легитимирован Альфонсо I в его завещании, получив во владение феод Монтеккьо и титул маркграфа, дворец в Ферраре с 7000 золотых скудо на его ремонт и ежегодный апанаж в 60 скудо. Святой Престол не признал детей герцога от любовницы узаконенными.
Воспитывался Альфонсо под присмотром матери во дворце в Ферраре. Обучался у гуманистов Чинцио Джиральди и Пеллегрино Морето. Во время обучения показал особенные успехи в области математики.

### Военная и дипломатическая служба
Единокровнные братья Альфонсо, сыновья его отца от Лукреции Борджа, относились к нему с презрением и называли «славным ублюдком». В 1534 году главой владений дома Эсте, после смерти Альфонсо I, стал его сын Эрколе II. Новый герцог не допускал участия маркграфа Монтеккьо в делах государства. Альфонсо был принят на военную и дипломатическую службу. В 1546 году в звании капитана кавалерии он был направлен в Имперскую армию для участия в Шмалькальденской войне. В 1549 году вернулся в Ферарру.
В 1556 году, уступив давлению со стороны римского папы Павла IV, герцог Эрколе II присоединился к папско-французскому союзу против дома Габсбургов. Во время войны Альфонсо в звании капитана армии феррарского герцога участвовал в нападениях на имперские феоды Сан-Мартино и Корреджо. Затем герцог направил его за военной помощью к французам. Маркграф Монтеккьо стал офицером армии французского короля в звании капитана уланов. Война закончилась подписанием Като-Камбрезийского мирного договора, и Альфонсо продолжил службу при дворе в Ферраре. В 1559 году новый герцог Альфонсо II, приходившийся ему племянником, направил его в Модену, поручив укрепить городскую крепость. В 1560 году двор в Париже удостоил Альфонсо звания кавалера Ордена Святого Михаила (по другим данным он получил этот орден в 1567 году).
13 октября 1562 года император Фердинанд I присвоил маркграфству Монтеккьо статус имперского феода с правом передачи по наследству и правом чеканить собственную монету. 5 февраля 1570 года предоставленные права были подтверждены императором Максимилианом II. При Альфонсо двор в Монтеккьо стал одним из центров позднего ренессанса. В 1570-х года при нём служил композитор и дипломат Альфонсо Фонтанелли. Сам маркграф участвовал в организации и проведении всех трёх свадеб племянника-герцога и приёмов послов при дворе в Ферраре. На островке посреди реки По им была спроектирована и построена оброзцовая деревня, ставшая одной из достопримечательностей герцогства.
В 1566 году Альфонсо отправился в Венгерское королевство, чтобы присоединиться к Имперской армии, воевавшей там с османами. В августе армия феррарского герцога вышла к Вене, но уже в декабре того же года вернулась обратно в Феррару, так как конфликт был исчерпан. В 1567 году Альфонсо был направелен в Савойское герцогство в помощь герцогу Карлу Эммануилу. В звании капитана армии савойского герцога он участвовал конфликте французского короля Карла IX с гугенотами. Талантливый военачальник, Альфонсо заслужил расположение как короля, так и королевы-матери. Он был назначен личным советником Карла IX. Такой чести иностранцев удостаивали крайне редко. Прощаясь с ним, король подарил маркграфу ювелирные изделия из серебра.

### Поздние годы
Все три брака Альфонсо II, племянника маркграфа, оказались бездетными. Его ближайшим родственником, не считая самого Альфонсо, был сын маркграфа Чезаре. Другим возможным претендентом являлся представитель линии маркграфов Сан-Мартино Филипп д’Эсте. Чтобы укрепить свои претензии, Альфонсо женил Чезаре на принцессе Вирджинии, дочери тосканского великого герцога Козимо I. Одной из противниц маркграфа в стремлении закрепить наследование за его ветвью была племянница Лукреция. Последняя таким образом мстила дядьке за то, что он рассказал её брату-герцогу о любовной связи принцессы с капитаном кавалерии Эрколе Контрари, за что тот был убит. Лукреция тщетно уговаривала брата сделать наследником бастарда их отца Чезаре Тротти и выдать за него принцессу Марфизу, вдову старшего сына маркграфа Монтеккьо. Альфонсо не дожил до дня, когда его сын стал герцогом Феррары, Модены и Реджо. Он умер 10 ноября 1587 года в Ферраре.

## Браки и потомство
Альфонсо д’Эсте был дважды женат. 3 января 1549 года он сочетался браком с Джулией делла Ровере (1525 — 04.04.1563), дочерью урбинского герцога Франческо Марии I и герцогини Элеоноры, урождённой мантуанской принцессы из дома Гонзага. В браке у супругов родились трое детей:
- принц Альфонсо[итал.] (11.11.1560 — 04.09.1578), в 1578 году в Ферраре сочетался браком с Марфизой д’Эсте (1562 — 16.08.1608), узаконенной дочерью Франческо д’Эсте[итал.], маркграфа Масса-Ломбарды, принцем Феррары, Модены и Реджо;
- принц Чезаре (08.10.1562 — 11.12.1628), герцог Феррары с 27.10.1597 по 15.01.1598, герцог Модены и Реджо, суверенный князь Карпи с 27.10.1597, князь Священной Римской империи, 2-й маркграф Монтеккьо с 1587 года, герцог Монтаржи и Шартра, граф Жизора, виконт Кан, Байе и Фалеза с 27.10.1597 по 1601 год, владетель Сассуоло с 27.11.1599, рыцарь Золотого руна (1605), 6 февраля 1586 года во Флоренции сочетался браком с тосканской принцессой Вирджинией Медичи (19.05.1568 — 15.01.1615), дочерью великого герцого тосканского Козимо I и флорентийской патрицианки Камиллы Мартелли;
- принцесса Элеонора[итал.] (1561 — 1637), принцесса Модены и Реджо, 21 февраля 1594 года сочеталась браком с доном  Карло Джезуальдо (08.03.1566 — 10.09.1613), 3-м князем Венозы, 7-м графом Концы, испанским грандом первого класса;

Овдовев 4 апреля 1563 года, Альфонсо д’Эсте сошёлся с Виоланте Синья (11.12.1546 — 05.03.1609), дочерью придворного аптекаря феррарского герцога Альберто Синья, с которой он сочетался браком только в 1584 году. В этом союзе у маркграфа родились ещё трое детей:
- принцесса Ипполита[итал.] (06.11.1565 — 01.05.1602), узаконенна отцом, принцесса Модены и Реджо, 30 апреля 1594 года в Ферраре сочеталась браком с Федерико II Пико (1564 —07.09.1602), князем Мирандолы и маркграфом Конкордии.
- принц Алессандро (05.05.1568 — 13.05.1624), узаконенн отцом, принц Модены и Реджо, кардинал с 03.03.1599, кардинал-дьякон Сант-Адриано-аль-Форо с 17.06.1600 по 15.11.1600, кардинал-дьякон Санта-Мария-Нуова с 15.11.1600 по 11.01.1621, кардинад-дьякон Сант-Эустакьо с 11.01.1621 по 19.04.1621, кардинал-дьякон Санта-Мария-ин-Вия-Лата с 19.04.1621 по 02.10.1623, кардинал-священник Санта-Мария-делла-Паче с 02.10.1623, избранный епископ Реджо с 18.10.1611, пробст Санта-Мария-делла-Помпоза и архипресвитер Бондено с января 1587 года, кардинал-протектор Испании при Святом Престоле с 1611 года;
- Аннибале умер до того, как родители сочетались браком и узаконнили своих детей.